# Ян Гуннарссон
Ян Гуннарссон (швед. Jan Gunnarsson; нар. 30 травня 1962) — колишній шведський тенісист.
Найвищу одиночну позицію світового рейтингу — 25 місце досяг 9 грудня 1985, парну — 20 місце — 30 квітня 1984 року.
Здобув 1 одиночний та 9 парних титулів.
Найвищим досягненням на турнірах Великого шолома був півфінал в одиночному розряді.
Завершив кар'єру 1994 року.

## Фінали за кар'єру

### Одиночний розряд (1–4)
| Результат | W/L | Дата     | Турнір                      | Покриття   | Суперник        | Рахунок                      |
| --------- | --- | -------- | --------------------------- | ---------- | --------------- | ---------------------------- |
| Поразка   | 0–1 | Бер 1984 | Мец, Франція                | Килим      | Рамеш Крішнан   | 3–6, 3–6                     |
| Перемога  | 1–1 | Лис 1985 | Відень, Австрія             | Килим      | Лібор Пімек     | 6–7(5–7), 6–2, 6–4, 1–6, 7–5 |
| Поразка   | 1–2 | Жов 1986 | Тулуза, Франція             | Тверде (i) | Гі Форже        | 6–4, 3–6, 2–6                |
| Поразка   | 1–3 | Лип 1987 | Штутгарт, Західна Німеччина | Ґрунт      | Мілослав Мечирж | 0–6, 2–6                     |
| Поразка   | 1–4 | Тра 1991 | Болонья, Італія             | Ґрунт      | Паоло Кане      | 7–5, 3–6, 5–7                |

### Парний розряд (9–10)
| Результат | W/L  | Дата     | Турнір                   | Покриття   | Партнер           | Суперники                           | Рахунок       |
| --------- | ---- | -------- | ------------------------ | ---------- | ----------------- | ----------------------------------- | ------------- |
| Перемога  | 1–0  | Лис 1982 | Стокгольм, Швеція        | Тверде (i) | Марк Діксон       | Шервуд Стюарт Ферді Тейган          | 7–6, 6–7, 6–4 |
| Перемога  | 2–0  | Бер 1983 | Нансі, Франція           | Тверде (i) | Андерс Яррід      | Рікардо Акунья Белус Прахокс        | 7–5, 6–3      |
| Поразка   | 2–1  | Тра 1983 | Рим, Італія              | Ґрунт      | Майк Ліч          | Франсіско Гонсалес Віктор Печчі     | 2–6, 7–6, 4–6 |
| Перемога  | 3–1  | Кві 1984 | Ніцца, Франція           | Ґрунт      | Мікаель Мортенсен | Ганс Гільдемайстер Андрес Гомес     | 6–1, 7–5      |
| Поразка   | 3–2  | Кві 1984 | Монте-Карло, Монако      | Ґрунт      | Матс Віландер     | Марк Едмондсон Шервуд Стюарт        | 2–6, 1–6      |
| Перемога  | 4–2  | Лип 1984 | Swedish Open, Швеція     | Ґрунт      | Мікаель Мортенсен | Хуан Аведаньйо Фернандо Роезе       | 6–0, 6–0      |
| Поразка   | 4–3  | Жов 1984 | Кельн, Західна Німеччина | Тверде (i) | Йоакім Нюстром    | Войцех Фібак Сенді Меєр             | 1–6, 3–6      |
| Поразка   | 4–4  | Лис 1984 | Тревізо, Італія          | Ґрунт      | Шервуд Стюарт     | Павел Сложил Тім Вілкінсон          | 2–6, 3–6      |
| Перемога  | 5–4  | Лис 1984 | Тулуза, Франція          | Килим      | Мікаель Мортенсен | Павел Сложил Тім Вілкінсон          | 6–4, 6–2      |
| Поразка   | 5–5  | Вер 1985 | Барселона, Іспанія       | Ґрунт      | Мікаель Мортенсен | Серхіо Касаль Еміліо Санчес Вікаріо | 3–6, 3–6      |
| Поразка   | 5–6  | Жов 1985 | Кельн, Західна Німеччина | Тверде (i) | Петер Лундгрен    | Алекс Антоніч Міхіл Схаперс         | 4–6, 5–7      |
| Поразка   | 5–7  | Кві 1986 | Кельн, Західна Німеччина | Тверде (i) | Петер Лундгрен    | Келле Евернден Чіп Гупер            | 4–6, 7–6, 3–6 |
| Перемога  | 6–7  | Вер 1986 | Барселона, Іспанія       | Ґрунт      | Йоакім Нюстром    | Карлос Ді Лаура Клаудіо Панатта     | 6–3, 6–4      |
| Поразка   | 6–8  | Жов 1986 | Базель, Швейцарія        | Тверде (i) | Томаш Шмід        | Гі Форже Яннік Ноа                  | 6–7, 4–6      |
| Перемога  | 7–8  | Лип 1987 | Гштад, Швейцарія         | Ґрунт      | Томаш Шмід        | Луї Курто Гі Форже                  | 7–6, 6–2      |
| Поразка   | 7–9  | Лют 1989 | Роттердам, Нідерланди    | Ґрунт      | Магнус Густафссон | Мілослав Мечирж Мілан Шрейбер       | 6–7, 0–6      |
| Перемога  | 8–9  | Жов 1989 | Відень, Австрія          | Килим      | Андерс Яррід      | Пол Еннекон Келле Евернден          | 6–2, 6–3      |
| Поразка   | 8–10 | Лип 1990 | Swedish Open, Швеція     | Ґрунт      | Удо Ріглевскі     | Рікард Берг Ронні Ботман            | 1–6, 4–6      |
| Перемога  | 9–10 | Кві 1991 | Ніцца, Франція           | Ґрунт      | Рікард Берг       | Войтех Флегль Ніклас Утґрен         | 6–4, 4–6, 6–3 |